# Michele Mian
Michele Mian (Gorizia, 18 luglio 1973) è un ex cestista italiano.
Alto 1,96 m, ricopriva il ruolo di guardia, giocatore che sapeva rendersi molto utile alla squadra, era un ottimo difensore e disponeva di un ottimo tiro dalla distanza.

## Carriera
Undicenne, incomincia a giocare a basket nel settore giovanile del suo paese, Aquileia. All'età di 14 anni passa alle giovanili della Pallacanestro Gorizia. In questi anni fa parte della selezione regionale Friuli-Venezia Giulia che partecipa al Trofeo Decio Scuri (quarto posto) e delle nazionali giovanili.
All'età di 16 anni incomincia ad allenarsi con la prima squadra di Gorizia che disputa il campionato di serie B d'Eccellenza. Negli anni successivi fa le sue prime apparizioni nel campionato di serie B mettendosi subito in mostra per le sue qualità di difensore, lottatore e tiratore.
Finiti gli studi superiori diplomandosi all'Itis "Galileo Galilei" indirizzo informatico, si iscrive all'università di Trieste al corso di laurea in Filosofia e incomincia la sua prima stagione da professionista nella stagione 1993-94, nel corso della quale la squadra goriziana conquista la promozione in serie A2 e l'atleta è votato come terzo miglior giocatore del campionato. Nella stessa estate viene convocato dalla nazionale Under 22 (unico giocatore di serie B) con la quale disputa un ottimo europeo e conquista la medaglia d'argento.
Il 18 settembre 1994 fa il suo esordio in serie A2. Nel corso dei quattro anni seguenti gioca sempre per la Pallacanestro Gorizia in A2 disputando campionati sempre più importanti. Infatti nell'estate del 1997 viene convocato in nazionale Sperimentale, con la quale partecipa ai Giochi del Mediterraneo di Bari, classificandosi al secondo posto.
Nella stagione 1997-98 conquista, sempre con Gorizia, sia la promozione in seria A1 sia la prima convocazione in nazionale con la quale fa il suo esordio al Torneo di Natale di Madrid il 23 dicembre 1997 in Italia-Brasile.
Nell'estate del 1998 fa parte del gruppo della nazionale in preparazione per i Mondiali di Atene, ai quali non partecipa essendo stato l'ultimo giocatore ad esser scartato qualche giorno prima dell'inizio della manifestazione.
Nella stagione 1998-99 fa il suo esordio in serie A1 il 27 settembre sempre con la Pallacanestro Gorizia, con la quale conquista la salvezza, ma a fine stagione, causa problemi economici della società, la squadra, e con essa il contratto del giocatore, viene venduta a Pesaro.
Nell'estate del 1999 il giocatore, ormai in pianta stabile con la nazionale, partecipa al Campionato Europeo di Parigi, conquistando la medaglia d'Oro.
Dopo un solo anno trascorso nelle file della Scavolini Pesaro durante la stagione di serie A1 1999-2000, l'anno successivo passa alla Snaidero Udine sempre in A1. Nel corso dell'estate 2000 partecipa con la nazionale di basket alle Olimpiadi di Sydney classificandosi al Quinto posto.
Nelle sei stagioni successive partecipa al campionato di Lega A sempre con la Snaidero Udine, con la quale nella stagione 2005-06 raggiunge il quinto posto e la qualificazione alle finali di Coppa Italia.
Nel corso di questi anni partecipa con la nazionale italiana al deludente Campionato Europeo in Turchia (undicesimo posto), ma anche all'Europeo del 2003 in Svezia.
L'anno successivo la nazionale mantenendo la stessa intelaiatura della squadra del campionato europeo precedente, conquista la medaglia d'argento olimpica, battendo in semifinale la Lituania, e perdendo in finale con l'Argentina.
Nella stagione 2006-07 passa alla Sebastiani Rieti in Legadue, conquistando subito la serie A e contribuendo a riportare dopo oltre un ventennio gli amaranto-celeste in massima serie. Rimarrà in maglia reatina anche per la stagione successiva.
Per l'annata 2008-09 firma un contratto con il Veroli Basket, ritornando così a disputare il torneo di Legadue.
Dalla stagione 2009-10 giocherà per la Pallacanestro Cantù targata NGC, guidato in panchina da Andrea Trinchieri anch'egli reduce dall'esperienza ciociara.
Nonostante il minutaggio ridotto, disputa due grandi stagioni con Cantù targata Bennet, tanto da ricevere gli elogi pubblici dell'allenatore Andrea Trinchieri.
Il 30 giugno 2011 scade il suo contratto e diventa quindi free agent.
In agosto si ritira dal basket giocato..

## Statistiche
- Presenze in serie A: 449
- Punti in serie A: 4516
- Presenze in nazionale: 156
- Punti in nazionale: 810

## Palmarès

### Club
- Coppa Italia di Legadue: 2
 Nuova A.M.G. Sebastiani Basket Rieti: 2007
 Veroli Basket: 2009

### Nazionale
- Olimpiadi:
 Atene 2004
- Europei: 
 Francia 1999
 Svezia 2003
- Giochi del Mediterraneo: 
 Bari 1997
- Europei Under-22: 
 Slovenia 1994
- 2001: XXXII Campionati Europei, Turchia
- 2000: XXVII Giochi Olimpici di Sydney
- 1999: Olimpiadi militari, Zagabria
- 1998: Promozione serie A1 con la Pallacanestro Gorizia